# شهرستان لانتیان
شهرستان لانتیان (به لاتین: Lantian County) یک منطقهٔ مسکونی در چین است که در شی‌آن واقع شده‌است. شهرستان لانتیان ۲٬۰۰۵٫۹۵ کیلومتر مربع مساحت و ۵۱۴٬۰۲۶ نفر جمعیت دارد.